# يوشيو إيشيدا
يوشيو إيشيدا (باليابانية: 石田芳夫 ) (و. 1948  م) هو لاعب غو محترف ‏ ياباني، ولد في ناغويا.

## جوائز
حصل على جوائز منها:
- الميدالية بنفسجية الشريط  [لغات أخرى]‏ (2016).